# Plectris brevipilosa
Plectris brevipilosa är en skalbaggsart som beskrevs av Moser 1924. Plectris brevipilosa ingår i släktet Plectris och familjen Melolonthidae. Inga underarter finns listade i Catalogue of Life.